# Архиепархия Триполи (маронитская)
Архиепархия Триполи (лат. Archieparchia Tripolitana Maronitarum) — архиепархия Маронитской католической церкви с центром в городе Триполи, Ливан. Кафедральным собором архиепархии Триполи является церковь святого Архангела Михаила.

## История
Кафедра в Триполи существовала с XVII века. После Синода Горного Ливана 1736 года была создана архиепархия Триполи. В 1840 году архиепархии Триполи были переданы несколько населённых пунктов, принадлежавших ранее епархии Библа.
16 апреля 1954 года архиепархия Триполи передала часть своей территории для образования апостольской администратуре Латакии (сегодня — Лаодикеи).

## Ординарии архиепархии
- епископ Исаак (25.03.1629 — ?);
- епископ Михаил Хасруни (1661—1673);
- епископ Иосиф Хесронита (1676—1694);
- епископ Якуб Аваль эль-Хасруни (1698 — 21.02.1706) — выбран антиохийским патриархом;
- епископ Василий (1733—1736);
- архиепископ Герман (упоминается в 1746 году);
- архиепископ Рафаил Хаклани (17.07.1779 — 1787);
- архиепископ Игнатий Газено (1795—1809);
- архиепископ Юсеф Хабайш (30.01.1820 — 3.05.1824) — выбран антиохийским патриархом;
- Павел Мойсе мусса (2.03.1826 — ?);
- архиепископ Стефан Ауад (15.12.1878 — апрель 1908);
- архиепископ Антун Арида (7.06.1908 — 13.03.1933); — выбран антиохийским патриархом;
- архиепископ Антоний Абед (23.04.1933 — 15.09.1975);
- архиепископ Антоний Джубейр (4.08.1977 — 2.07.1993);
- архиепископ Габриэль Тубия (2.07.1993 — 6.04.1997);
- архиепископ Юханна Фуад эль-Хаге (7.06.1997 — 4.05.2005);
- архиепископ Георгий Бу-Жауде (24.09.2005 — 1.11.2020).

## Источник
- Annuario Pontificio, Libreria Editrice Vaticana, Città del Vaticano, 2003, ISBN 88-209-7422-3